# Вілсон Орума
Вілсон Орума (англ. Wilson Oruma, нар. 30 грудня 1976, Варрі) — нігерійський футболіст, що грав на позиції півзахисника.
Виступав, зокрема, за «Ланс», «Генгам» та «Сошо», вигравши з ними чемпіонат Франції, Кубок Франції та Кубок французької ліги відповідно. Також виступав за національну збірну Нігерії, у складі якої став олімпійським чемпіоном, дворазовим бронзовим призером Кубка африканських націй, а також учасником чемпіонату світу.

## Клубна кар'єра
Народився 30 грудня 1976 року в місті Варрі. Вихованець футбольної школи клубу «Бендел Іншуренс». У 1993 році Орума почав кар'єру в основній команді у віці 16 років. Він був частиною команди, яка виграла Кубок чемпіонів західної Африки. Через рік, як і багато африканських футболістів переїхав до французького чемпіонату. Його першою командою в Лізі 1 став «Ланс». 29 липня 1994 року в матчі проти «Лілля» Вілсон дебютував за нову команду. Він довго не міг завоювати місце в основі, і навіть рік виступав на правах оренди за «Нансі». Повернувшись до «Ланса» у сезоні 1997/98 року Вілсон став з командою чемпіоном Франції, втім зіграв лише 7 матчів Ліги 1 у чемпіонському сезоні.
Після цього Орума перейшов в турецький «Самсунспор». У Туреччині він забив 4 голи за 21 матчі і став другим найкращим бомбардиром своєї команди, зайнявши з нею 10-е місце в лізі. Після цього нігерієць повернувся до Франції, втім цього разу у клуб Ліги 2 «Нім-Олімпік», де також відіграв один сезон, будучи футболістом основного складу і забив 2 голи, але «Олімпік» зіграв слабкий сезон і зайняв лише 14-ту позицію в лізі.
У 2000 році Орума підписав контракт з швейцарським «Серветтом». У першому сезоні він забив 7 м'ячів і зайняв 5-е місце у чемпіонаті, а також допоміг клубу виграти Кубок Швейцарії. Цей результат дозволив клубу в наступному сезоні зіграти у Кубку УЄФА, де Орума забивав у матчі Першого раунду зі «Славією» (Прага) і Другого проти «Реала Сарагоси», допомагаючи команді пройти далі. У третьому раунді «Серветт» пройшов німецьку «Герту» і лише в 1/8 фіналу вилетів від «Валенсії». У чемпіонаті «Серветт» він виступив краще, ніж у минулому році, і зайняв 4-е місце, а Орума забив 5 м'ячів у матчах чемпіонату.
Після двох сезонів нігерієць повернувся у Францію, де прийняв пропозицію «Сошо». У новому клубі Вілсон став одним з лідерів і допоміг йому виграти Кубок французької ліги у 2004 році. 
Влітку 2005 року Орума разом із головним тренером команди Жаном Фернандесом перейшов у «Марсель». У першому сезоні він був футболістом основного складу і допоміг команді дістатися до фіналу національного кубка, втім після уходу Фернандеса втратив місце в основі, а клуб знову дістався фіналу національного Кубка у сезоні 2006/07 і став віце-чемпіоном Франції. Після цього з приходом таких гравців як Бенуа Шейру та Шарль Каборе остаточно втратив місце на поле і в останньому третьому сезоні виходив на поле вкрай рідко.
15 серпня 2008 року він підписав річний контракт із командою Ліги 2 «Генгамом». У чемпіонаті команда виступила невдало, ставши лише тринадцятою, натомість сенсаційно здобула Кубок Франції, здолавши у фіналі «Ренн» (2:1).
Після закінчення сезону Вілсон перейшов у грецьку «Кавалу». 23 серпня 2009 року в поєдинку проти «Левадіакоса» Орума дебютував у грецькій Суперлізі. Він взяв участь в 23 матчах, але голів не забив. По закінченні сезону Орума покинув клуб і в листопаді вирішив завершити кар'єру футболіста.

## Виступи за збірні
1993 року Вілсон був капітаном юнацької збірної Нігерії до 17 років, яка виграла юнацький чемпіонат світу 1993 року в Японії. Орума став найкращим бомбардиром турніру, забивши 6 м'ячів.
21 жовтня 1995 року дебютував в офіційних іграх у складі національної збірної Нігерії в товариському матчі проти збірної Узбекистану (3:2), а вже наступного року він виграв золоті медалі на Олімпійських іграх в Атланті. На турнірі він був футболістом резерву і провів на полі всього 38 хвилин.
7 червня 1997 року в матчі відбіркового раунду до чемпіонату світу 1998 року проти збірної Кенії Вілсон забив свій перший гол за збірну і допоміг їй перемогти. Ця перемога допомогла Нігерії кваліфікуватися на мундіаль, ставши першою країною (не рахуючи господарів Франції та чемпіонів світу Бразилію), яка пробилась на цей турнір. На самому чемпіонату світу у Франції Орума був запасним і взяв участь лише в матчі проти збірної Парагваю. У цьому поєдинку Вілсон забив один з голів, втім нігерійці програли 1:3. 
В подальшому аж до 2002 року за збірну не грав і мав пропустити Кубок африканських націй 2002 року у Малі, втім в останній момент через травму Емекі Іфеджіагву був включений у заявку. На турнірі він зіграв у зустрічах проти збірних Гани (1:0) та Сенегалу (1:2), а також в переможній грі за 3-тє місце проти господарів Малі, завоювавши бронзову медаль змагань.
Через чотири роки Орума зіграв і на Кубка африканських націй 2006 року в Єгипті, на якому зіграв в поєдинках групового етапу проти збірних Зімбабве (2:0) та Гани (1:0), а також знову у матчі за 3-тє місце проти Сенегалу (1:0). Цього разу нігерійці знову перемогли і ще раз здобули бронзові нагороди.
Всього протягом кар'єри у національній команді, яка тривала 12 років, провів у формі головної команди країни 19 матчів, забивши 3 голи.

## Титули і досягнення
- Чемпіон Франції (1):

«Ланс»: 1997–98
- Володар Кубка Швейцарії (1):

«Серветт»: 2000–01
- Володар Кубка Франції (1):

«Генгам»: 2008–09
- Володар Кубка французької ліги (1):

«Сошо»: 2003–04
- Чемпіон світу (U-17): 1993
- Олімпійський чемпіон (1):

Нігерія: 1996
- Бронзовий призер Кубка африканських націй: 2002, 2006